# Castle Haven (Girnigoe and Sinclair Castle)

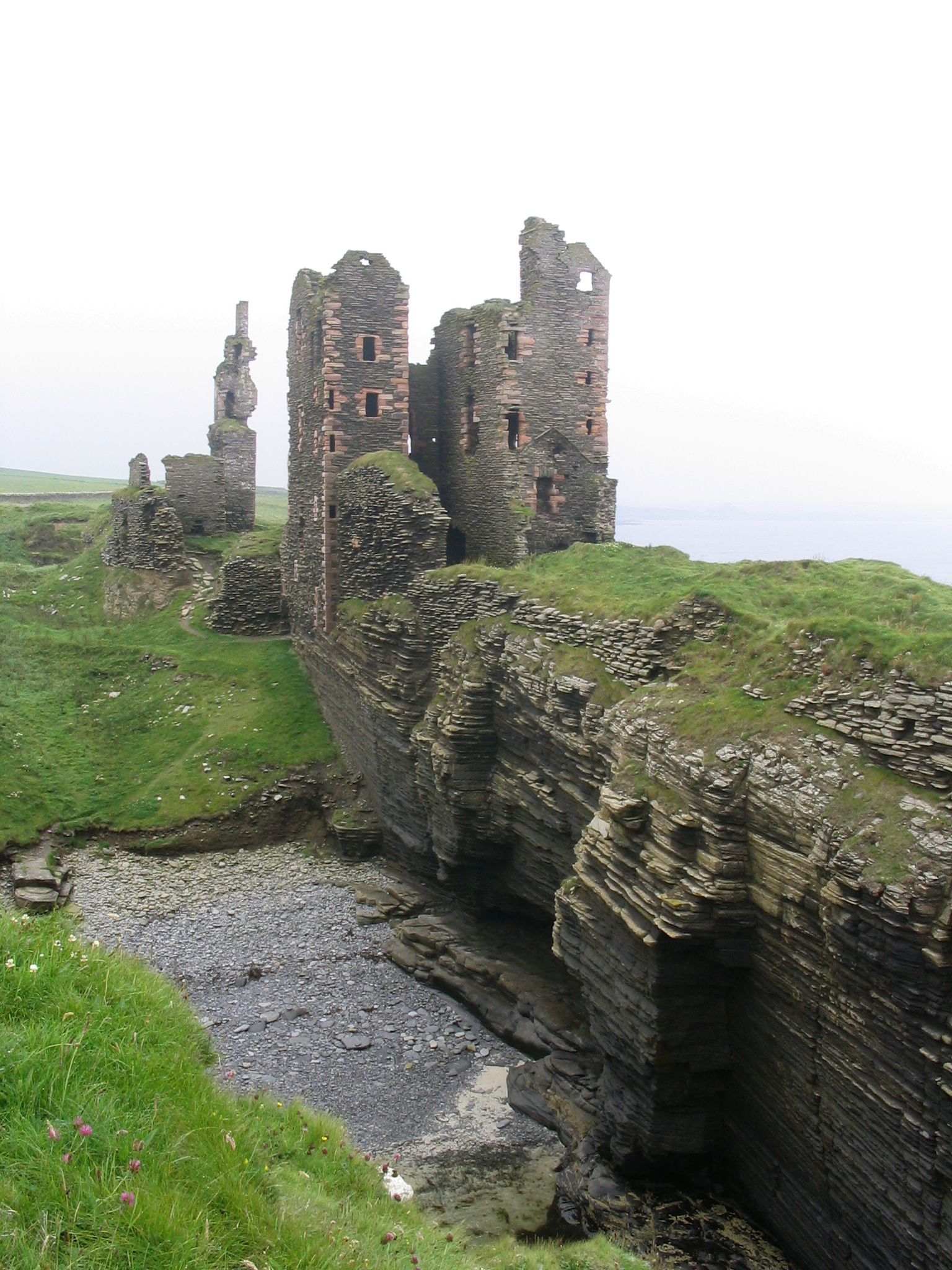
Die Doppelburg mit Castle Haven im Vordergrund.

Castle Haven ist eine kleine Bucht, rund fünf Kilometer nördlich von Wick in Schottland. Sie erstreckt sich von der zur Nordsee zählenden Sinclair´s Bay rund 100 Meter landeinwärts, die Breite beträgt 15 Meter. Sie wird von Felsklippen flankiert, an ihrem Ende liegt die Doppelburg Girnigoe and Sinclair Castle.
Der landwärtige Teil liegt in der Council Area Highland und gehört zur Community Council Area Sinclairs Bay. Rund drei Kilometer westlich, zu Füßen des Ackergill Towers, liegt eine weitere Bucht gleichen Namens.